# Trostberg
Trostberg est une ville de Bavière (Allemagne), située dans l'arrondissement de Traunstein, dans le district de Haute-Bavière.

## Géographie

### Quartiers
| - Aich - Allerting - Armutsham - Aspertsham - Bandsham - Baumgarten - Benetsham - Bergham - Berghäng - Biburg - Birn - Blindreut - Brünhausen - Deinting - Deisenham - Dieding - Edling - Eglsee - Engertsham - Feichten - Fernhub - Forst - Gainharting - Gaßberg | - Gasteig - Gerharding - Getzing - Gloneck - Grafischen - Großschwarz - Gumpertsham - Gunerfing - Günzelham - Hagenau - Heiligkreuz - Hennthal - Hilling - Hochwies - Hofstett - Holzen - Hör - Irlpoint - Irschenham - Kainhub - Kaltenbrunn - Kaps - Kendling - Kleinschwarz | - Köbeln - Kronest - Lindach - Magdpoint - Mögling - Moosham - Nunbichl - Oberfeldkirchen - Oberwimm - Oed - Ort - Perating - Pfaffenberg - Pieling - Pirach - Purkering - Reit - Reut - Rohrigham - Rosenberg - Schedling - Schilling - Schloßberg - Schönharting | - Schönreit - Schwarzau - Schwarzerberg - Sprinzenberg - Steinberg - Stolzenberg - Stöttling bei Engertsham - Stöttling bei Pirach - Tinning - Trostberg - Viehhausen - Voglsang - Waltersham - Wäschhausen - Wechselberg - Weiding - Weikertsham - Willertsham - Wimm - Wimpasing - Wolfering - Zagl |

## Démographie
| 1900  | 1950  | 1961  | 1970   | 1987   | 2000   | 2005   | 2009   |
| ----- | ----- | ----- | ------ | ------ | ------ | ------ | ------ |
| 3 552 | 9 321 | 9 922 | 10 116 | 10 251 | 11 548 | 11 655 | 11 610 |